# Chanteloup (Ille-et-Vilaine)
Chanteloup (bret. Kantlou) – miejscowość i gmina we Francji, w regionie Bretania, w departamencie Ille-et-Vilaine.
Według danych na rok 1990 gminę zamieszkiwały 943 osoby, a gęstość zaludnienia wynosiła 54 osoby/km² (wśród 1269 gmin Bretanii Chanteloup plasuje się na 594. miejscu pod względem liczby ludności, natomiast pod względem powierzchni na miejscu 579.).